# محمد عمر شابرا
محمد عمر عبد الكريم شابرا أستاذ جامعي سعودي حصل على درجتي البكالوريوس والماجستير من جامعة كراتشي سنة 1375هـ الموافقة لسنة 1956م ثم نال درجة الدكتوراه من جامعة منيسوتا سنة 1381هـ الموافقة لسنة 1961م. عمل بالتدريس في كل من جامعات كنتاكي ووسكونسن ومنيسوتا في الولايات المتحدة، وكذلك المعهد المركزي للبحوث الإسلامية في باكستان، كما عمل أيضاً خبيرا اقتصاديا في معهد التنمية الباكستاني، ولاحقاً أصبح مستشاراً في مؤسسة النقد العربي السعودي. حصل على جائزة الملك فيصل العالمية في الدراسات الإسلامية سنة 1410هـ الموافقة لسنة 1990م بالاشتراك مع الصديق محمد الضرير.

## المؤلفات
له أكثر من 100 مؤلف أبرزها:
- مستقبل علم الاقتصاد من منظور إسلامي.
- نحو نظام نقدي عادل.
- الحضارة الإسلامية أسباب الانحطاط والحاجة إلى الإصلاح.
- الاقتصاد والأخلاق (بالاشتراك).
- الإسلام والتحدي الاقتصادي.[3]

## الجوائز
- جائزة البنك الإسلامي للتنمية في الاقتصاد الإسلامي عام 1991م.[4]
- جائزة الملك فيصل العالمية فرع الدراسات الإسلامية عام 1990م.